# Битка при Кербала
Битката при Кербала (на арабски: مَعْرَكَة كَرْبَلَاء) е между армията на Хусейн ибн Али и Язид I. Военните действия са през октомври 680 година край Кербала.
Като повод за битката служи отказът на Хюсейн да положи клетва за вярност към Язид, а реално причината е в старото културно-историческо персийско-арабско разделение. 
На 10 октомври всяка година шиитите скърбят за имам Хюсейн и останалите мъртви членове на семейството на пророка. В началото на 2012 г. повече от 15 млн. шиити присъстваат на отбелязването на траурните събития в Кербала.

## Значение
Събитието често се разглежда като началото на разделението между сунитския и шиитския клон на исляма, т.нар. първа фитна. Събитията от битката при Кербала се отбелязват по време на мюсюлманския траур Ашура.